# Brebergskolken
Brebergskolken är en sjö i Askersunds kommun i Närke och ingår i Motala ströms huvudavrinningsområde. Sjöns area är 0,011 kvadratkilometer och den är belägen 172,1 meter över havet.